# Drukvorm
Een drukvorm is  een beelddrager die bij hoogdruk gebruikt wordt.  Een dergelijke drukvorm bestaat uit hoge en lage delen. De hoge delen worden ingeïnkt en kunnen op onder andere papier afgedrukt worden met behulp van een drukpers.
Een drukvorm kan bestaan uit tekst die gezet is uit loden letters, een of meer koperen lijnen en/of clichés. De drukvorm kan ook een houtgravure, houtsnede of linosnede zijn. Ook kan gedrukt worden van een vorm van kunststof of karton.
Drukvorm gebruikt men in minder gespecialiseerde omgevingen ook voor diepdruk- en vlakdrukplaten. 